# San Luis kommun, Antioquia
San Luis är en kommun i Colombia.   Den ligger i departementet Antioquía, i den centrala delen av landet, 180 km nordväst om huvudstaden Bogotá. Antalet invånare är 11 009.